# Zumatrichia strobilina
Zumatrichia strobilina är en nattsländeart som beskrevs av Oliver S. Flint Jr. 1970. Zumatrichia strobilina ingår i släktet Zumatrichia och familjen smånattsländor. Inga underarter finns listade i Catalogue of Life.